# Lars Larsen-Ledet

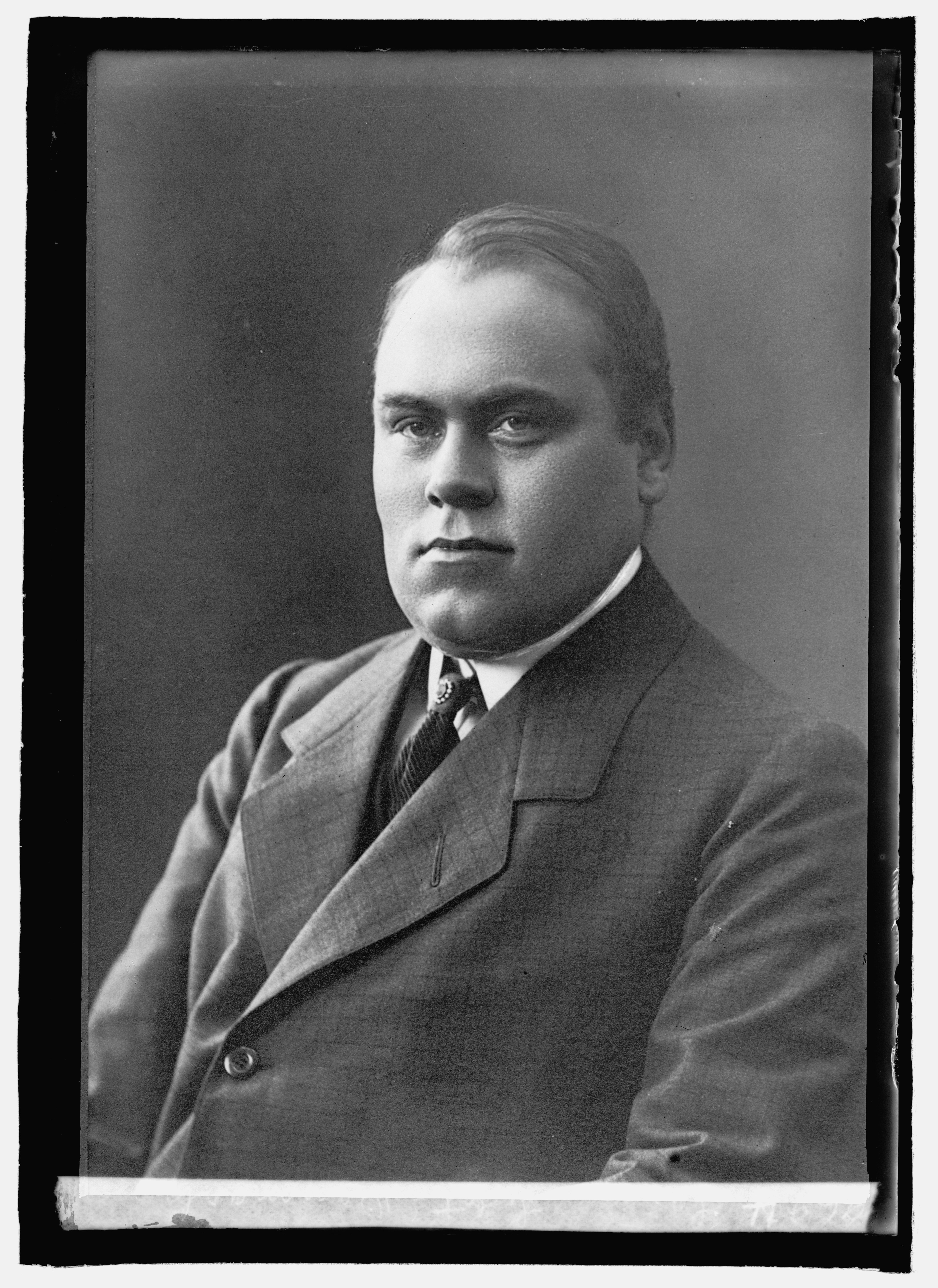
Lars Larsen-Ledet.

Lars Larsen-Ledet, född 10 september 1881 i Løkken, död 10 juli 1958 i Aarhus, var en dansk journalist, författare och nykterist.

## Biografi
Lars Larsen-Ledet växte upp på familjens gård på nordjylländska landsbygden. Fadern var alkoholmissbrukare, vilket kom att ge avtryck hos sonen. Som 16-åring blev Lars Larsen-Ledet journalist för lokaltidningen Vendsyssel Tidende och som 18-åring cyklade han genom Europa och fick syn på de sociala olikheterna. Han studerade sedan vid universiteten i Sorbonne och Oxford och blev utbildad journalist 1903. Han engagerade sig tidigt i politik och var bland annat ordförande av rösträttsföreningen De unges Valgret i Vendsyssel (1899–1902). Samtidigt var han en av grundarna av Provins-Journalistforeningen (senare Dansk Journalistforening, han var styrelseledamot 1900–1902, 1912–1913 och 1914–1915) och rörelsen för en kommunal omröstning i Danmark 1907. Från 1905 arbetade han för tidningen Jysk Morgenblad, vilken var knuten till partiet Det Radikale Venstre. Året därpå blev han redaktör för nykterhetsrörelsens tidning, Afholdsdagbladet. Detta uppdrag innehade han fram till 1936 men fortsatte att arbeta för nykterhetsrörelsen fram till 1947. Han kom att skaffa sig många betydande kontakter både i Danmark och internationellt, däribland den franska socialistledaren Jean Jaurés och Vladimir Lenin.
Larsen-Ledet var en av grundarna av Det Radikale Venstre 1905 och var medlem av partistyrelsen 1912–1921. Han var republikan och antimilitarist och medlem av Dansk Fredsforening (nu FN-forbundet) och det pacifistiska Aldrig Mere Krig. Han blev vald för partiet till Viby sockenråd (1917–1921) och kandiderade för partiet i Aarhus vid folketingsvalen 1913 och 1920. Han blev dock inte vald. Han lämnade partiet 1930 och anslöt sig till Socialdemokratiet som, enligt honom själv, prioriterade nykterhetsfrågan högre. Han kandiderade för partiet till Folketinget i Sæbys valkrets 1935, utan att lyckas bli vald. Han var dock medlem i regeringens alkoholkommission 1934–1946.

## Övriga förtroendeposter
- Presidiemedlem av Een Verden (1949) och dessa nationella kommitté (1956)
- Ordförande av Forældrerådenes Landsorganisation (1941-1943), därefter extraordinär styrelsemedlem (1943-1945)
- Sekreterare i Foreningen af jydske Obligationsejere i Jydsk Landhypotekforening (1932-1933 och 1936-1943), därefter ordförande (1943-1957)
- Ordförande av Foreningen for Filmskultur i Århus (1930-1932)
- Styrelseledamot av Danske Afholdsselskabers Landsforbund (från 1922), vice ordförande (1935-1939) samt ordförande (1939-1944) och styrelsens hedersmedlem 1944.
- Vice president av The World League against Alcoholism (från 1919)
- Styrelseledamot av IOGT Danmark (1912-1947), samt hedersmedlem och ledare för världslogens politiska arbeten (1920-1936)
- Medlem av The World Prohibition Federations verkställande utskott (från 1911), samt dess sekreterare för Europa (från 1921)